# Tammie Jo Shults
Tammie Jo Shults (apellido de nacimiento Bonnell; 2 de noviembre de 1961) es una excomandante de aerolínea estadounidense, autora, y piloto naval. Conocida como una de las primeras piloto de caza americanas en la Armada de Estados Unidos, continuó su carrera como piloto comercial en Southwest Airlines, donde se jubiló en 2020.
El 17 de abril de 2018, cuando volaba como comandante del vuelo 1380 de Southwest Airlines, aterrizó con éxito un Boeing 737-700 después de que la aeronave padeciera un fallo de motor causando una descompresión rápida de la aeronave.

## Educación
Tammie Jo Bonnell nació el 2 de noviembre de 1961 y creció en un rancho cercano a Tularosa, Nuevo México. Cuando era niña, solía observar los aviones practicando maniobras aéreas en la zona de la Base Aérea de Holloman, cercana a su casa. Además, acostumbraba a leer libros sobre el piloto misionero, Nate Saint, lo cual también la inspiró a ser piloto. Durante su último año de instituto, se informó sobre la posibilidad de hacer una carrera como piloto en la Fuerza Aérea de Estados Unidos , pero las personas con las que se informó le dijeron que no había mujeres piloto en la Fuerza Aérea.
Después de graduarse de la escuela secundaria, asistió a MidAmerica Nazarene College, donde se graduó en biología y agroindustria en 1983. Mientras estaba en MidAmerica, conoció a una mujer piloto de la Fuerza Aérea de Estados Unidos e investigó una vez más si aceptarían su solicitud de servicio pero fue rechazada, por lo que decidió probar en la Armada de los Estados Unidos, mientras realizaba estudios de posgrado en Western New Mexico University.

## Carrera militar

### OCS Y formación de vuelo
Shults fue aceptada por la armada en la Escuela de aspirantes a oficial (OCS por sus siglas en inglés) en la Estación Naval de Pensacola. Después de completar el curso de doce semanas, Shults fue formada como piloto y recibió sus alas en el T-34 .

### Instructora en la Armada

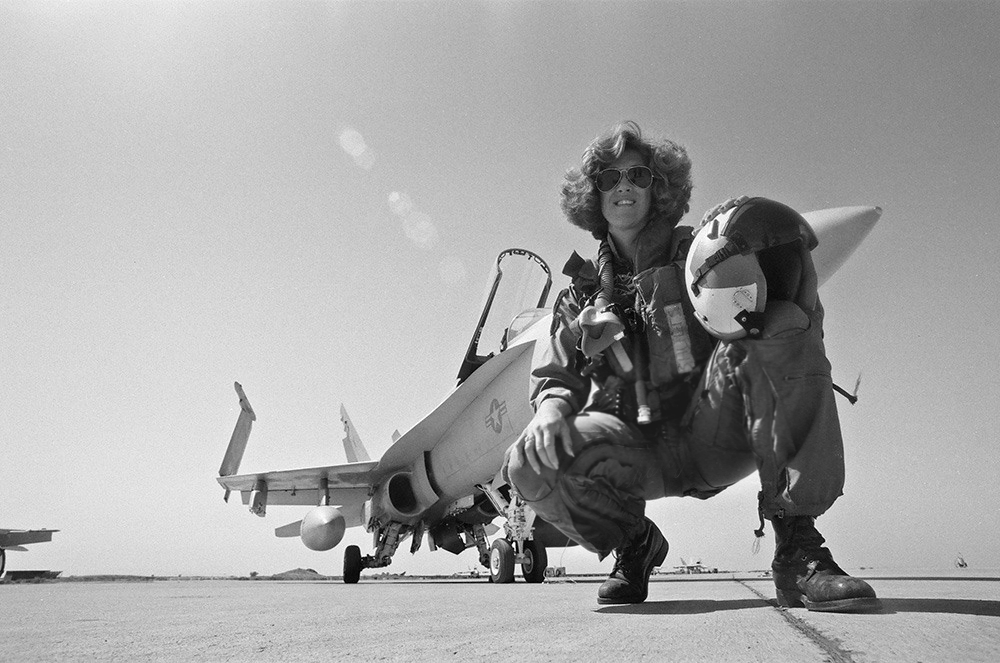
Tammie Jo Shults

Después de Pensacola, Shults se trasladó a la Estación de la armada Chase Field como instructora de vuelo en el T-2 Buckeye. Más tarde se cualificaría también en el A-7 Corsair II con formación (RAG) escuadrón VA-122 en Estación de Aire Naval Lemoore. Su siguiente asignación sería en el VAQ-34, un escuadrón en el Centro de pruebas de misiles del Pacífico, localizado en Point Mugu, California. Cuándo el escuadrón se reubicó a Lemoore en 1991, Shults se convirtió en instructora bajo la orden de Rosemary Mariner, la primera mujer a los mandos de un escuadrón aéreo en la historia de la armada de los EE. UU.. Shults fue una de las primeras piloto en volar el F/A-18 Hornet.

## Carrera civil
Después de dejar la Armada, Shults se unió a Southwest Airlines como piloto comercial, con un plan de trabajo de 8 a 10 días al mes, con el fin de formar una familia con su marido Dean Shults, también piloto.

### Vuelo 1380 de Southwest Airlines
El 17 de abril de 2018, mientras Shults era la comandante del vuelo 1380 de Nueva York a Dallas, un álabe de la turbina del motor izquierdo del Boeing 737 falló y las piezas salieron disparadas dañando el ala izquierda, el fuselaje y una ventanilla, la cual rompió, provocando la descompresión rápida del avión. Una pasajera fue succionada parcialmente a través de la ventanilla dañada y más tarde fue declarada fallecida en el hospital por contusión. Shults hizo un descenso de emergencia y aterrizó en Filadelfia. 
Sus acciones, comportamiento tranquilo y competencia durante la emergencia fueron notados por sus compañeros de trabajo y pasajeros, así como por Chesley Sullenberger, el piloto que aterrizó en el río Hudson en 2009, en el vuelo 1549 de US Airways.
Más tarde, Shults reveló que el vuelo 1380 le había tocado a su marido, pero habían cambiado turnos para poder asistir a un evento de su hijo.

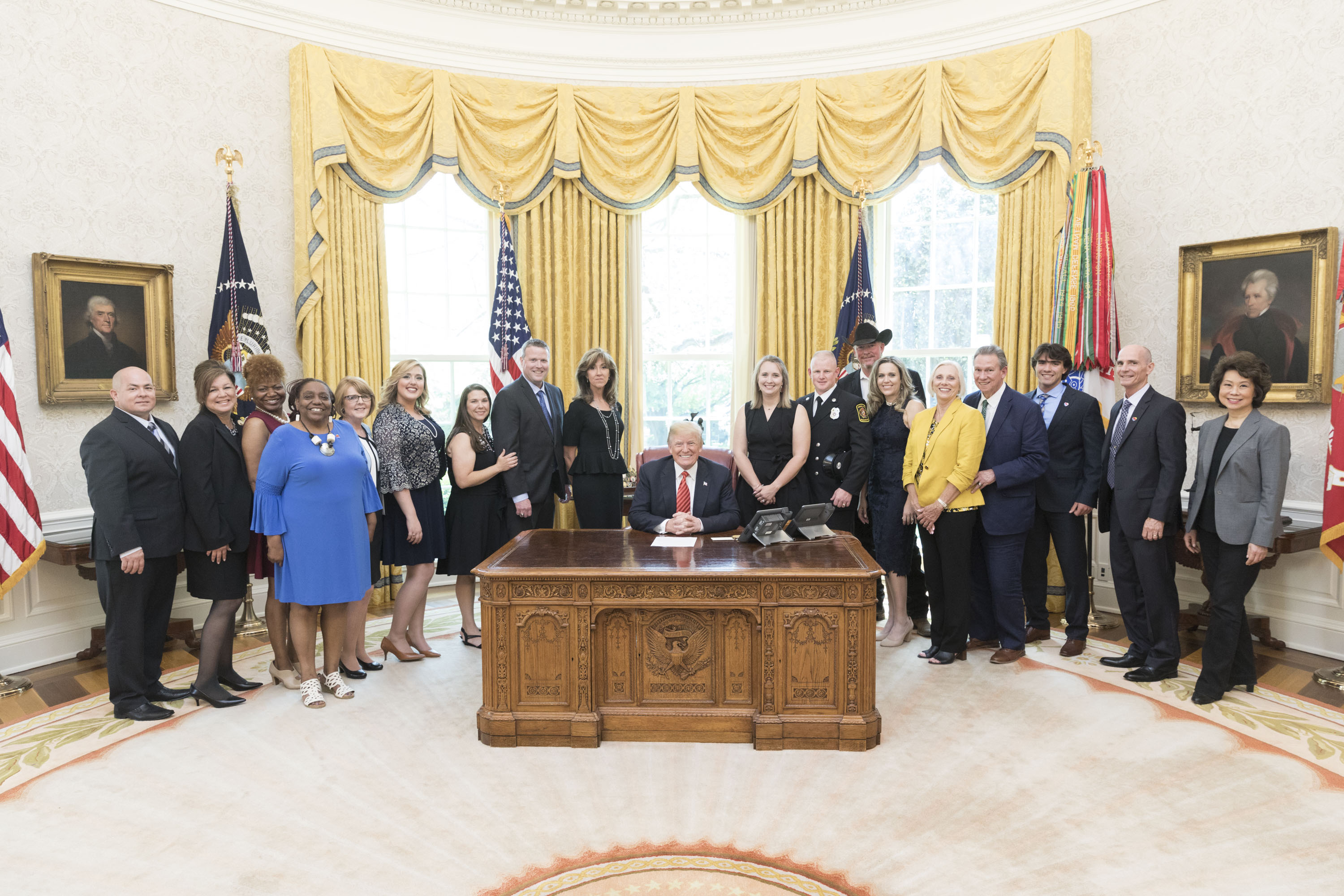
El presidente Trump acoge a la tripulación y a algunos de los pasajeros vuelo 1380 de Southwest Airlines en la Casa Blanca, el 1 de mayo de 2018 (Shults primera a la izquierda del Presidente).

La entonces representante de los EE. UU. y excoronel y piloto de la Fuerza Aérea de EE. UU., Martha McSally, presentó una resolución en el Congreso para honrar a Shults por su heroísmo para salvar vidas y su habilidad para aterrizar el avión gravemente averiado.
El 10 de diciembre de 2020, Shults fue incluida en el Salón de la Fama Internacional del Aire y el Espacio.

## Vida personal
En 1994, se casó con Dean Shults, por entonces también piloto en la armada en el A-7 Corsair II, quien también se unió a Southwest Airlines como piloto ese año. Juntos tienen dos hijos y viven en Boerne, Texas. Shults es una cristiana devota que enseña en la escuela dominical y ayuda a los necesitados, como los desplazados internos del huracán Rita.
Shults escribió un libro sobre el vuelo 1380 de Southwest Airlines, Nerves of Steel, que fue lanzado en Estados Unidos el 8 de octubre de 2019.